# Oublie-moi (film)
Pour les articles homonymes, voir Oublie-moi.
Pour plus de détails, voir Fiche technique et Distribution.
Oublie-moi est un film français de Noémie Lvovsky sorti en 1994.

## Fiche technique
- Titre  original : Oublie-moi
- Réalisation : Noémie Lvovsky
- Scénario  : Marc Cholodenko, Sophie Fillières et Emmanuel Salinger, d'après une histoire de Noémie Lvovsky
- Musique : Andrew Dickson
- Direction de la photographie : Jean-Marc Fabre
- Montage :  Jennifer Augé
- Décors :  Emmanuel de Chauvigny
- Costumes : Françoise Clavel
- Production : Alain Sarde
- Société de production :  Les Films Alain Sarde
- Société de distribution : Pan-Européenne
- Pays de production  :  France
- Langue originale : français
- Genre :  drame
- Format : couleurs - 1,66:1
- Durée : 1h35
- Date de sortie : 
  - France : 25 janvier 1995

## Distribution
- Valeria Bruni Tedeschi : Nathalie
- Emmanuelle Devos : Christelle
- Laurent Grévill : Éric
- Emmanuel Salinger : Antoine
- Philippe Torreton : Fabrice
- Olivier Pinalie : Denis
- Jacques Nolot
- Kristina Larsen

## Distinctions
- Festival international du film de Thessalonique 1994 : prix de meilleur scénario et meilleure actrice (Valeria Bruni Tedeschi)

## Adaptation au théâtre
En 2022, Noémie Lvovsky adapte elle-même son film sur scène, dans le cadre du festival Paris des femmes, dans une mise en scène de Julie Duclos, avec Céleste Brunnquell, Cyril Metzger et Étienne Toqué comme interprètes.